# 2090년대
2090년대는 2090년부터 2099년까지를 가리킨다.